# Gaspar Gonçalves
Gaspar Gonçaves (Coimbra, 1540 - Roma, 9 de Agosto de 1590) foi teólogo, humanista, educador e professor de teologia da Universidade de Évora. Estudou línguas clássicas e deu aulas de Retórica, Exegese e Teologia.  Em 23 de Março de 1585, durante um consistório público, foi autor de um discurso, na presença do Papa Gregório XIII, em nome dos embaixadores japoneses que ali compareciam, sendo, posteriormente, eleito por Sisto V para colaborar na edição crítica da Vulgata

## Vida
Entrou para o noviciado dos jesuítas em 25 de Maio de 1556, estudou filosofia com Pedro da Fonseca (1528-1599) por volta de 1557-1561.  Em 1572 ocupou a cadeira de Véspera de teologia, que na época era regida por Luís de Molina (1535-1600), o qual foi promovido à Cadeira Prima.  Doutorou-se em 26 de Outubro de 1572, exercendo o cargo de chanceler de 1575 a 1577.

## A Missão Japonesa em Roma
A missão japonesa ao Papa Gregório XIII em 1585 indiscutivelmente recebeu um forte apelo popular, como se pode comprovar a partir do grande número de opúsculos que foram impressos na época, relatando o acontecimento, e que foram publicados na Europa naquela ocasião. A missão, organizada por Alessandro Valignano (1539-1606), o grande coordenador do traballho missionário no Oriente, teve dois objetivos proeminentes. O mais importante foi a obtenção do Papa para os direitos dos jesuitas japoneses, o segundo era tornar a Europa conhecida dos japoneses.

## Obra Principal
- Oratio nomine Legatorum Japoniae habita in publico Consistorio Romano, XXIII, 1585.  Uma tradução em português dessa obra latina foi publicada entre 1749 e 1755.